# Vitorlázás az 1928. évi nyári olimpiai játékokon
Az 1928. évi nyári olimpiai játékokon a vitorlázásban három számot bonyolítottak le. A hat méteres hajóosztályban győztes norvég Norna vitorlás legénységében ott volt V. Olaf király is.

## Éremtáblázat
(A rendező ország csapata eltérő háttérszínnel, az egyes számoszlopok legmagasabb értéke, vagy értékei vastagítással kiemelve.)
| Az 1928. évi nyári olimpiai játékok éremtáblázata vitorlázásban | Az 1928. évi nyári olimpiai játékok éremtáblázata vitorlázásban | Az 1928. évi nyári olimpiai játékok éremtáblázata vitorlázásban | Az 1928. évi nyári olimpiai játékok éremtáblázata vitorlázásban | Az 1928. évi nyári olimpiai játékok éremtáblázata vitorlázásban | Olimpia  |
| --------------------------------------------------------------- | --------------------------------------------------------------- | --------------------------------------------------------------- | --------------------------------------------------------------- | --------------------------------------------------------------- | -------- |
|                                                                 | Ország                                                          | Arany                                                           | Ezüst                                                           | Bronz                                                           | Összesen |
| 1.                                                              | Norvégia (NOR)                                                  | 1                                                               | 1                                                               | 0                                                               | 2        |
| 2.                                                              | Svédország (SWE)                                                | 1                                                               | 0                                                               | 1                                                               | 1        |
| 3.                                                              | Franciaország (FRA)                                             | 1                                                               | 0                                                               | 0                                                               | 1        |
|                                                                 |                                                                 |                                                                 |                                                                 |                                                                 |          |
| 4.                                                              | Dánia (DEN)                                                     | 0                                                               | 1                                                               | 0                                                               | 1        |
| 4.                                                              | Hollandia (NED)                                                 | 0                                                               | 1                                                               | 0                                                               | 1        |
|                                                                 |                                                                 |                                                                 |                                                                 |                                                                 |          |
| 6.                                                              | Észtország (EST)                                                | 0                                                               | 0                                                               | 1                                                               | 1        |
| 6.                                                              | Finnország (FIN)                                                | 0                                                               | 0                                                               | 1                                                               | 1        |
|                                                                 |                                                                 |                                                                 |                                                                 |                                                                 |          |
| Összesen                                                        | Összesen                                                        | 3                                                               | 3                                                               | 3                                                               | 9        |

## Érmesek
| Az 1928. évi nyári olimpiai játékok érmesei vitorlázásban | | | |
| Versenyszám                                               | Arany | Ezüst | Bronz |
| 12 lábas dingi                                            | Sven Thorell · Svédország (SWE) | Henrik Robert · Norvégia (NOR) | Bertil Broman · Finnország (FIN)                                                                                             |
| 6 méter                                                   | Norvégia (NOR) · Norna · Olaf norvég királyi herceg · Johan Anker · Erik Anker · Håkon Bryhn                                                | Dánia (DEN) · Hi-Hi · Vilhelm Vett · Nils Otto Møller · Aage Høy-Petersen · Peter Schlütter · Sven Linck                                                     | Észtország (EST) · Titti V · Nikolai Vekšin · William von Wirén · Eberhard Vogdt · Georg Faehlmann · Andreas Faehlmann       |
| 8 méter                                                   | Franciaország (FRA) · L'avile VI · Donatien Bouché · Carl de la Sablière · André Derrien · Virginie Hériot · André Lesauvage · Jean Lesieur | Hollandia (NED) · Hollandia · Gerard de Vries Lentsch · Maarten de Wit · Lambertus Doedes · Hendrik Kersken · Johannes van Hoolwerff · Cornelis van Staveren | Svédország (SWE) · Sylvia · Clarence Hammar · Tore Holm · Carl Sandblom · John Sandblom · Philip Sandblom · Wilhelm Törsleff |

## Magyar részvétel
- Uhl Raul 12 lábas dingi 13.
- 6 méteres osztály 11.- Mihálkovics János, Tuss Miklós, Burger Sándor, Sebők Sándor, Heinrich Tibor